# Данилов, Игорь Васильевич
Игорь Васильевич Данилов (15 августа 1965) — советский и российский футболист, полузащитник и нападающий.
Учился в Ленинградском Политехническом институте на Гидротехническом факультете.

## Карьера
Карьеру начал в ленинградском «Зените» в 1985 году. В 1986—1989 годах провёл в высшей лиге чемпионата СССР 44 матча, забил 7 мячей.
В 1990—1991 годах играл за команды низших лиг «Светотехника» Саранск, «Башсельмаш» Нефтекамск, «Шахтёр» Караганда.
В 1991—1994 выступал за финские клубы «Куму» и КуПС.
Вернулся в Россию и играл за петербургские клубы «Локомотив» (1994—1995) и «Зенит» (1996). Закончил карьеру в саратовском «Соколе» (1997—1998).